# Otnurok (sieło)
Otnurok (ros. Отнурок) – wieś (sieło) w Rosji, w Baszkortostanie, w rejonie biełorieckim. W 2010 liczyła 239 mieszkańców.